# Serge Mérillou
Serge Mérillou, né le 14 février 1952, est un homme politique français, membre du Parti socialiste et sénateur de la Dordogne.

## Biographie
Serge Mérillou est né à Bergerac en 1952. Après des études secondaires au lycée agricole de Périgueux, il a obtenu un BTS « économie et technique de l’entreprise agricole » à Toulouse. 
Il a ensuite rejoint le Crédit Agricole du département de Lot-et-Garonne, au service des prêts. Il a intégré, en 1974, la Chambre d'agriculture de la Dordogne, au sein de laquelle il a gravi les échelons jusqu’à en devenir directeur adjoint. 
Ses parcours personnel et professionnel l’ont conduit à être particulièrement sensible à différents thèmes : le monde agricole, les filières locales, les conditions d’activité et de vie des agriculteurs, le désengagement de l’État en matière de présence des services publics, la démographie médicale, le désenclavement routier et numérique et l’accès à la formation et à l’enseignement supérieur.
Il a occupé les mandats de maire de Saint-Agne et de conseiller départemental de la Dordogne. Il est sénateur depuis le 27 septembre 2020.

## Proposition de loi pour un choc de compétitivité en faveur de la Ferme France
Serge Mérillou est l'un des trois co-auteurs de la proposition de loi « choc de compétitivité en faveur de la ferme France » avec les sénateurs Laurent Duplomb et Pierre Louault. Cette proposition contenait un certain nombre de mesures qui visaient à redonner à l'agriculture française les moyens de garantir la souveraineté alimentaire du pays. Parmi les dispositions prévues par le texte, on peut noter la création d’un Haut-commissaire à la compétitivité agricole, la mise en place de dispositifs fiscaux avantageux à destination des agriculteurs, la possibilité pour les structures agricoles d'effectuer un diagnostic carbone et de performance agronomique des sols, ou encore une amélioration des modalités d’étiquetage. 
Cette loi contient plusieurs dispositions polémiques : son article 13 qui prévoit de modifier les missions de l'ANSES sur la question des pesticides ; la sanctuarisation des projets de mégabassines au nom d’un « intérêt général majeur » ; son objectif de lutte contre des « surtranspositions » de la réglementation européenne.
Le durcissement de certains dispositifs au stade de la commission a conduit Serge Mérillou à s'abstenir lors du scrutin public solennel.

## Mandats électifs
- Sénateur de la Dordogne depuis le 27 septembre 2020[4].
- Conseiller départemental de la Dordogne depuis le 28 mars 2004.
- Maire de Saint-Agne de mars 1989 à octobre 2020.
- Président du service départemental d'incendie et de secours de la Dordogne (SDIS24) de 2006[1] à octobre 2020.